# Hochgrat-Skirallye
Die Hochgrat-Skirallye ist ein jährlich vom Deutschen Alpenverein (DAV) ausgetragener Wettkampf im Skibergsteigen am Hochgrat bei Oberstaufen. 
Die Hochgrat-Skirallye wurde 2006 erstmals ausgetragen. Ausrichter ist jeweils die DAV-Sektion Oberstaufen-Lindenberg. 
Die Strecke führt vom Startplatz in der Nähe der „Unterlauch Alm“ (975 m) über die „Oberlauch Alm“ (1432 m) und dann über die Bergstation zum Hochgrat-Gipfel (1.833 m), von dort zurück über die Bergstation zur „Oberlauch Alm“ und dann erneut bergauf zur Bergstation.
Die Tageswertung zählt als Rennen in die Wertung des Deutschen Skitourencups mit ein. 2008 gewann bei den Herren Mirco Mezzanotte mit einer Zeit von 1:47:50 Stunden und bei den Damen Barbara Gruber mit einer Zeit von 2:06:15 Stunden das Rennen. Ebenfalls am Hochgrat fand 2008 die Deutsche Meisterschaft Skibergsteigen für die Einzelwertung (Single) als Eintagesveranstaltung statt. 2009 wurde die Hochgrat-Skirallye erstmals ohne Abfahrt als Deutsche Meisterschaft im Vertical Race ausgetragen. Bei den Damen verteidigte Barbara ihren Meistertitel mit einer Zeit von 0:59:24 Stunden und bei den Herren wurde Konrad Lex mit einer Zeit von 0:52:51 zum ersten Mal Deutscher Meister im Vertical Race. 